# Sollevamento pesi ai Giochi della I Olimpiade - Sollevamento con una mano
La gara di sollevamento con una mano dei Giochi della I Olimpiade si tenne il 7 aprile 1896 ad Atene, nello Stadio Panathinaiko, in occasione dei primi Giochi olimpici dell'era moderna.

## La gara

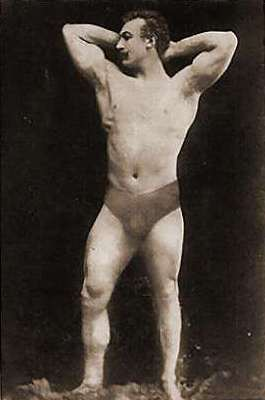
Launceston Elliot

In questa disciplina gli alzatori dovevano sollevare il peso prima con una mano, poi con l'altra. I partecipanti avevano tre tentativi; dopo questi, i tre migliori sollevatori avevano diritto ad ulteriori tre alzate; nel caso in cui si fosse arrivati ad alzare un peso uguale, i giudici avevano il compito di decidere il vincitore, prendendo in considerazione il modo in cui si era sollevato il peso. A differenza di oggi, non esisteva alcuna distinzione di categorie per peso. Il modo di alzare i pesi somiglia alla moderna tecnica dello strappo.
Launceston Elliot vinse facilmente, alzando 71 kg nel suo primo tentativo. I greci furono affascinati dall'atleta scozzese; una fonte riporta "Questo giovane gentiluomo attrae universali attenzioni, per la sua rara bellezza. Ha un'imponente statura e altezza, è ben proporzionato..". Elliot conquistò la prima medaglia olimpica per il Regno Unito.
Viggo Jensen sollevò 57 kg con entrambe le mani mentre Nikolopoulos riuscì ad alzare lo stesso peso, ma solo con una mano. Per questo motivo, il danese riuscì a piazzarsi al secondo posto.

## Nazioni partecipanti
Un totale di 4 atleti, provenienti da 3 nazioni, gareggiarono alle Olimpiadi di Atene nel sollevamento pesi con una mano:
- Danimarca (1)
- Regno Unito (1)
- Grecia (2)

## Risultati
| Pos. | Nazione     | Atleta                  | Prestaz. |
| ---- | ----------- | ----------------------- | -------- |
|      | Regno Unito | Launceston Elliot       | 71,0 kg  |
|      | Danimarca   | Viggo Jensen            | 57,0 kg  |
|      | Grecia      | Alexandros Nikolopoulos | 57,0 kg  |
| 4    | Grecia      | Sotirios Versis         | 40,0 kg  |